# Johan Gustaf Hjerta
Johan Gustaf Hjerta, född 1791, död 1859, var en svensk politiker och publicist. Han var syssling till Lars Johan Hierta.

## Biografi
Hjerta blev 1808 underlöjtnant vid Göta artilleriregemente, 1816 kapten i Generalstaben, 1818 major vid Västgöta-Dals regemente, 1821 bataljonschef vid Livbeväringsregementet och överstelöjtnant i armén. Sin främsta insats gjorde Hjerta som politiker och publicist. Under riksdagen 1823 hörde han till riddarhusoppositionens mera inflytelserika medlemmar, insattes i Stats- och Konstitutionsutskotten och invaldes i bankstyrelsen. Av hans finansstudier framgick Om mynt, banker och riksgäld (1828). På grund av ekonomiskt obestånd, framkallat av spelpassion, lämnade han 1829 sitt regementet och 1832 bankstyrelsen. Ungefär samtidigt framträdde Hjerta som publicist. Åren 1829–1832 utgav han Medborgaren. I tidningen, som flera gånger indrogs, visade sig Hjerta påverkad av Henri de Saint-Simon. Hjerta var 1832–1851 medarbetare i Aftonbladet, och uppträdde utan framgång som tidingsutgivare med Stockholmsbladet (1838–1839), Stockholms veckoblad (1838–1839) och Budbäraren (1851–1852). Hjerta verkade även som poet och utgav 1838 Valda sånger af Béranger. 